# Nazionalismo armeno

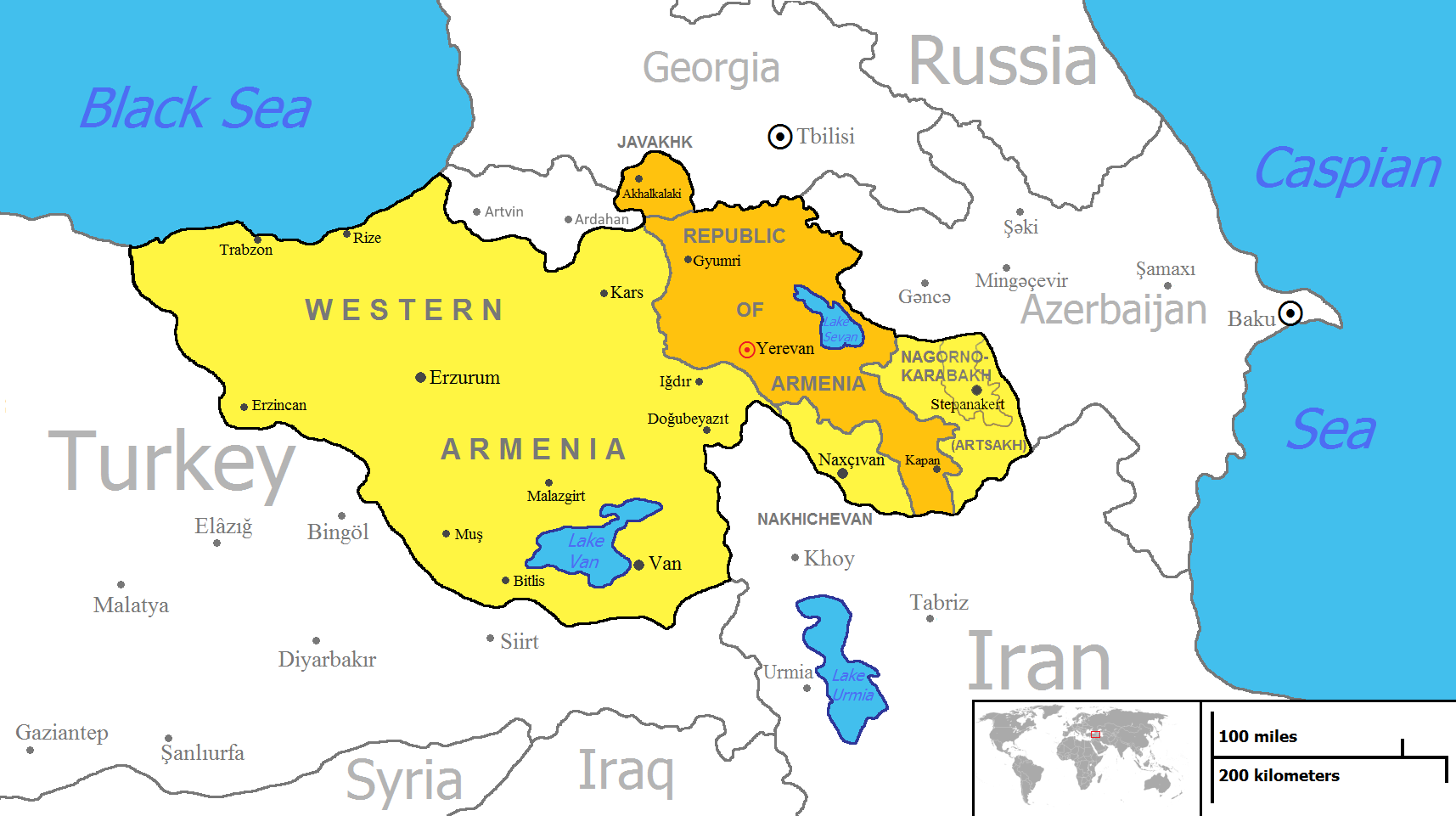
Il concetto moderno di Armenia Unita come usato dalla Federazione Rivoluzionaria Armena (Dashnaktsutyun) è visto come l'esempio più importante del nazionalismo armeno moderno.

Il nazionalismo armeno nel periodo moderno ha le sue radici nel nazionalismo romantico di Mikayel Chamchian (1738-1823) ed è definito in via generale nella creazione di un'Armenia libera, indipendente e unita formulata come causa armena (in armeno Հայ Դատ?, [hɑj dɑt] o Hye Dat). Il risveglio nazionale armeno si sviluppò negli anni '80 del XIX secolo nel contesto dell'ascesa generale del nazionalismo sotto l'Impero ottomano.
La Chiesa apostolica armena diffuse ampiamente il nazionalismo armeno, come il capo Khrimian Hayrik che dedicò la sua vita ai contadini. L'istituzione dell'odierna Armenia (1991) e il tessuto sociale armeno, diventando sempre più complessi, diminuiscono gradualmente l'influenza politica di Hay Dat e si spostano verso un nazionalismo armeno moderno basato sul modello del nazionalismo liberale. D'altra parte, la diaspora armena presenta un "nazionalismo della diaspora", che vede nell'assimilazione una minaccia piuttosto che un vantaggio economico.

## Risveglio nazionale

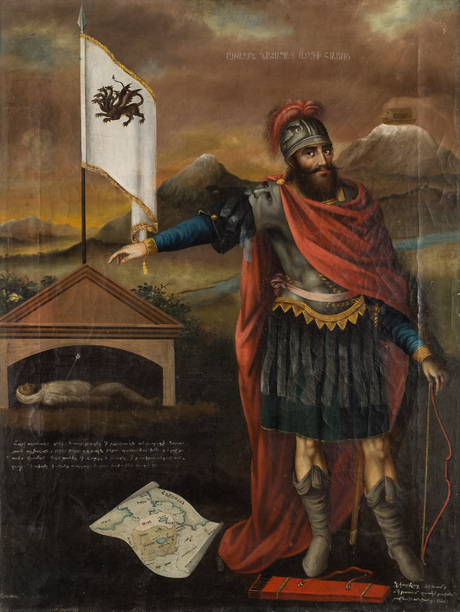
"Haik" di Mkrtum Hovnatanian (1779-1846). Il leggendario fondatore della nazione armena, in piedi accanto alla tomba di Bel, con la freccia di Hayk ancora nel petto di Bel. La mappa raffigura la regione del Lago Van e il Monte Ararat, con l'arca di Noè.

La situazione delle minoranze non musulmane all'interno dell'Impero ottomano cambiò sostanzialmente a seguito delle riforme introdotte durante l'era Tanzimat. Le prime riforme erano generalmente indirizzate al cambiamento dell'organizzazione e dei sistemi all'interno dell'Impero ottomano nel suo complesso. Tuttavia, a seguito delle pressioni diplomatiche esercitate dalle Grandi Potenze che avevano sostenuto l'Impero ottomano contro la Russia durante la Guerra di Crimea, nel 1856 furono fatte le riforme che cercavano di dare ai cittadini non musulmani dell'Impero ottomano gli stessi diritti dei cittadini musulmani. La tassa per i non musulmani venne abolita, che ebbero il permesso di diventare soldati. Le scuole delle comunità non musulmane furono autorizzate ad aprire.
In queste condizioni nuove e relativamente liberali, furono aperte molte scuole armene in tutto l'Impero ottomano. La maggior parte di queste scuole acquisì rapidamente un aspetto laico. Gli armeni istituirono anche numerose associazioni culturali per stabilire uno standard minimo per i curriculum e le qualifiche degli insegnanti. Nel 1880 queste associazioni si unirono con l"Unione Generale delle Scuole Armene".
Dopo la sconfitta dell'Impero ottomano nella guerra russo-turca del 1877-78, l'Assemblea nazionale armena e il Patriarca Nerses II di Costantinopoli inviò il Catholicos Mgrdich Khrimian al Congresso di Berlino per rappresentare gli armeni nel dibattito sulla "questione armena". Nel suo famoso discorso patriottico Mgrdich Khrimian consigliò agli armeni di prendere come modello il risveglio nazionale della Bulgaria come speranza di autodeterminazione del popolo armeno.
L'articolo 61 del Congresso di Berlino menzionava la possibilità di una "Armenia autonoma", trasformando la "questione armena" da un problema interno dell'Impero ottomano a uno internazionale. Nel trattato, la Turchia ottomana si impegnò a proteggere i suoi sudditi armeni dall'oppressione e dalla violenza. Tuttavia, il trattato non prevedeva alcuno strumento per costringere la Turchia a fare le riforme. Sia la Turchia che la Russia iniziarono a considerare tutte le espressioni dell'identità nazionale armena, per quanto innocenti, come possibili strumenti per la realizzazione di tale autonomia.

## Ruolo della storia antica
Gli armeni sono gli abitanti originari di gran parte del territorio dell'Armenia storica, e i turchi possono rivendicare la presenza in Anatolia solo dopo le conquiste selgiuchidi dell'XI secolo. Il suggerimento che anche gli armeni fossero i nuovi arrivati nella regione, anche se 1500 anni prima dei turchi, potrebbe far sorgere, nella logica del nazionalismo etnico, la possibilità che le rivendicazioni turche e armene sul territorio fossero "moralmente uguali". L'identificazione con le lontane glorie di Urartu e dei suoi precursori preistorici può essere utilizzata per riaffermare "l'indigeneità" armena e "compensare le miserie moderne". Unito a tutto ciò il Monte Ararat è diventato un potente simbolo dell'etnia armena soprattutto tra la diaspora di seconda generazione.
Di conseguenza, le interpretazioni essenzialiste dell'etnia armena nel corso dei secoli abbondano nella storiografia armena e fiorirono in particolare durante l'era sovietica, con esempi come Pervobytnoye obshchestvo v Amenii di SA Sardarian del 1967 che oltre a "numerosi plagi ed errori" arriva fino a postulare una "razza armena" separata originaria dell'altopiano armeno e attribuisce l'invenzione della metallurgia agli armeni.
Le raffigurazioni fortemente inclinate di Urartu sono comuni in questa letteratura. Ci sono ragionevoli scenari accademici che suggeriscono la presenza di una componente proto-armena in Urartu e che i primi armeni fossero gli eredi culturali in buona fede di Urartu. Tuttabia la visione essenzialista della nazionalità armena che semplicemente identifica Urartu con l'Armenia non può essere sostenuta.

## Armenia russa
Nell'Impero russo, furono fatti tentativi per ridurre i poteri e i privilegi di Etchmiadzin, per influenzare l'elezione del Catholicos. Lo studio della storia e della cultura armena fu attivamente scoraggiato. Nell'Impero ottomano, materie come la storia dell'Armenia erano vietate nelle scuole armene. In risposta, tali materie spesso continuavano ad essere insegnate in segreto, creando ulteriore sospetti agli occhi delle autorità ottomane. Le immagini che raffiguravano scene della storia armena erano vietate alla vendita o all'esposizione in pubblico. Anche i giornali armeni iniziarono a essere chiusi o ad essere pesantemente censurati. Negli anni '90 dell'Ottocento molte scuole armene furono chiuse e nel 1893 fu abolita l'"Unione Generale delle Scuole Armene". Molti insegnanti delle scuole armene furono specificamente presi di mira e uccisi nell'Impero ottomano durante i massacro hamidiani.

## Genocidio armeno
Il destino degli armeni prese un corso peggiore all'interno dell'Impero ottomano, con la prima guerra mondiale seguita dal genocidio armeno, in cui furono uccisi fino a 1.500.000 armeni. Dopo la prima guerra mondiale, gli armeni non dispersi nella diaspora armena si trovarono dopo la caduta dell'Impero della breve Prima Repubblica di Armenia ridotta in seguito a una repubblica all'interno dell'Unione Sovietica, come Repubblica Socialista Sovietica Armena.

## Periodo contemporaneo e anti-turchismo
Un'Armenia storica venne sostenuta dalla Federazione rivoluzionaria armena durante il periodo sovietico, che avrebbe incorporato il Nakhchivan in Azerbaigian e aree della Turchia orientale (parti occidentali dell'altopiano armeno). Secondo Suny, il nazionalismo armeno nel XX secolo ha enfatizzato "l'antica origine degli armeni", e di conseguenza ha abbracciato l'ipotesi armena delle origini indoeuropee avanzata dagli studiosi sovietici negli anni '80. Durante il periodo sovietico, il nazionalismo armeno all'interno dell'Armenia sovietica si distingueva da altri nazionalismi dei popoli assorbiti nell'Unione Sovietica, come i georgiani, gli ucraini o gli estoni, in quanto non si rivolgeva ai russi dominanti, ma continuava a concentrarsi sul nemico tradizionale, i turchi; di conseguenza fu sottilmente incoraggiato dal governo comunista. Ad esempio, Saparov sottolinea che l'anti-turchismo rappresentò la principale direzione e forza trainante del nazionalismo armeno nell'Armenia sovietica. Secondo Ghulyan, l'anti-turchismo insieme all'idea delle origini antiche (autoctone) degli armeni, continuò a rimanere una direzione importante del nazionalismo armeno e delle sue varie riflessioni nell'Armenia moderna.
Il nazionalismo armeno si è notevolmente opposto al nazionalismo turco. Secondo Brannen, per le comunità della dispora armena negli Stati Uniti e in Canada, la memoria storica del genocidio armeno compiuto dai turchi ottomani nell'aprile 1915 era diventata un fulcro attorno al quale si svolge la formazione dell'identità armena. Il nazionalismo diasporico armeno ha una forte componente nostalgica per il tempo e i luoghi perduti, simboleggiati in modo più evidente dal Monte Ararat che, sebbene visibile da Yerevan, si trova all'interno del territorio turco.

## Partiti

### Attuali
- Partito Liberale Democratico Armeno (1921-oggi)
- Federazione Rivoluzionaria Armena (1890-oggi)
- Dignità, Democrazia, Patria (? )
- Hayazn (2009-oggi)
- Patrimonio (2012-oggi)
- Hzor Hayrenik (? )
- Risveglio Nazionale (2013-oggi)
- Partito Repubblicano d'Armenia(1990-oggi)
- Partito Pan-Armeno Sasna Tsrer  (2018-oggi)
- Partito Socialdemocratico Hunchakian (1887-oggi)
- Union for National Self-Determination (1987-oggi)
- United Liberal National Party (2007-oggi)

### Ex partiti
- Partito Armenakan (1885-1921)
- Partito Nazionale Unito (1966-1987)
- Movimento Nazionale Panarmeno (1988-2013)